# (73602) 3053 T-2
(73602) 3053 T-2 – planetoida z pasa głównego asteroid okrążająca Słońce w ciągu 4,23 lat w średniej odległości 2,61 j.a. Odkryta 30 września 1973 roku.